# Crisi dei videogiochi del 1983

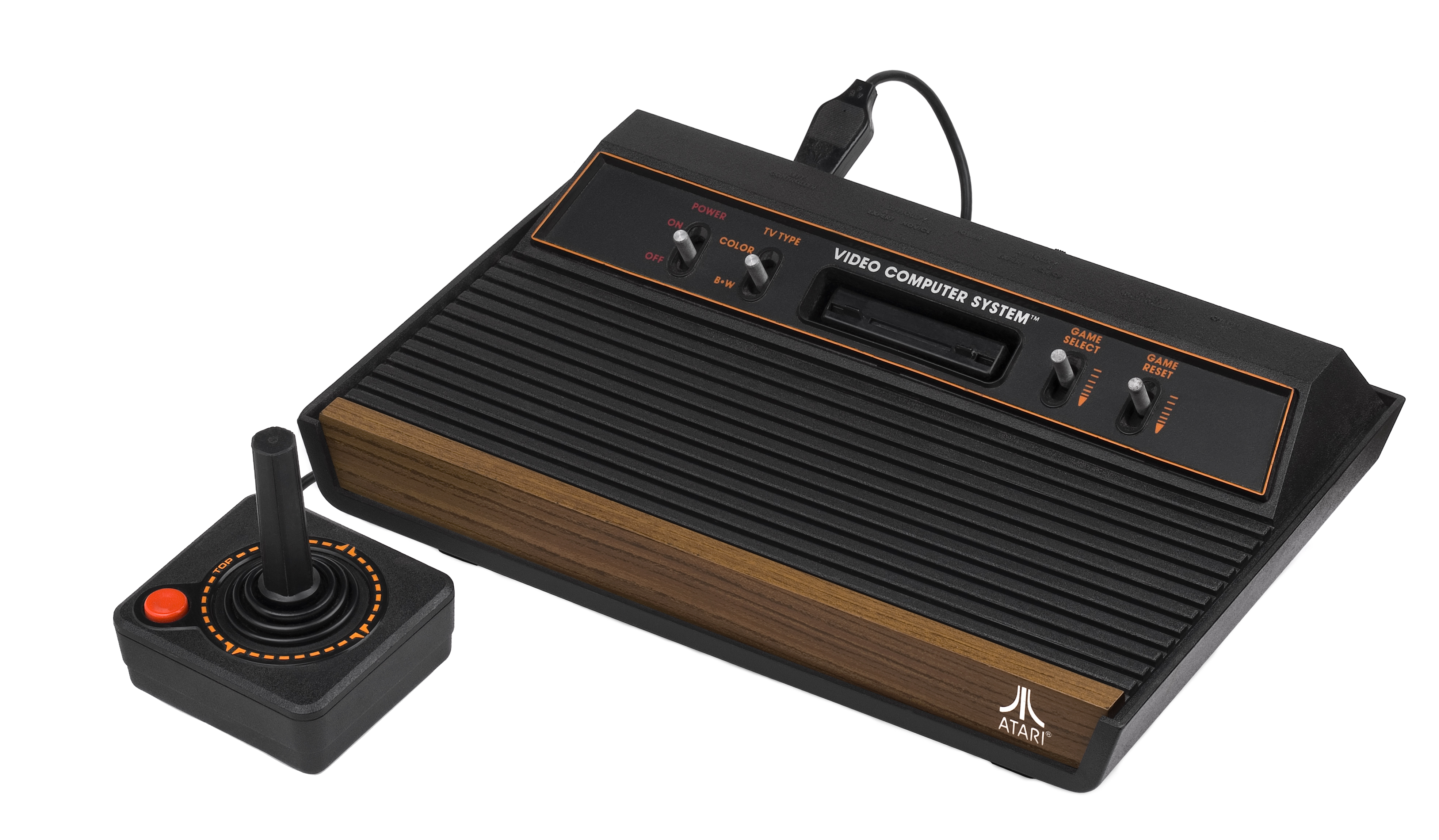
Atari 2600, la console più diffusa all'epoca

La crisi (o crac) dei videogiochi del 1983, nota in Giappone anche come Atari shock (アタリショック; Atari shokku), indica l'improvviso crollo del mercato dei videogiochi per console avvenuto in Nordamerica tra la fine del 1983 e l'inizio del 1984. La saturazione di giochi per console di bassa qualità portò a un rapido crollo dei prezzi e al passaggio del fatturato complessivo annuo dai 3,2 miliardi di dollari del 1983 ai circa 100 milioni del 1985. L'evento ha portato alla bancarotta di molte aziende produttrici di console e software in Nordamerica.
La crisi causò la fine di quella che è considerata la seconda generazione delle console. Questo fenomeno colpì gli Stati Uniti d'America e il Canada, dove al crollo seguì un vuoto di quasi tre anni, durante il quale il mercato subì un periodo di stagnazione, accompagnato da nessuno sviluppo significativo per le console. Tale periodo terminò con il successo del Nintendo Entertainment System (NES), introdotto da Nintendo nel mercato nordamericano nel 1985. In Europa e Giappone la crisi non fu avvertita, così come nella scena arcade o home computer.
All'evento viene spesso collegato un famoso episodio di sotterramento di milioni di cartucce invendute da parte della Atari in una discarica di Alamogordo (Nuovo Messico).

## Storia

### La nascita deglihome computer
Nei primi anni ottanta i computer venivano venduti nei negozi specializzati a un prezzo minimo di 1000 dollari. Negli anni successivi, il mercato degli home computer vide arrivare una serie di prodotti meno costosi, che usavano un televisore al posto del monitor, utilizzavano la prima grafica a colori ed erano dotati di sonoro (ai tempi una novità), che quindi catturarono l'attenzione di molti consumatori, grazie anche alla possibilità di impiegarli non solo per i videogiochi. Il giornalista David H. Ahl scrisse nel 1984:
Poiché questi e altri computer avevano in dotazione più memoria, grafica e sonoro di una console dell'epoca, non solo potevano essere adoperati per giochi qualitativamente migliori, ma potevano anche essere usati con programmi di videoscrittura e contabilità per il budget familiare. Inoltre i giochi erano facili da copiare, poiché venivano solitamente forniti su cassetta o su floppy disk, anziché su una cartuccia ROM.
La Commodore sfruttò moltissimo la pubblicità comparativa con i produttori di console, oltre a offrire permute di console per convincere i consumatori ad acquistare i suoi computer. I consumatori furono così convinti che i giovani più dotati avrebbero dovuto possedere, agli albori dell'informatica, computer e non videogiochi. Questo danneggiò molto i mercati di Atari e Mattel.
A differenza dei concorrenti, poi, la Commodore vendeva i propri computer dove venivano vendute anche le console: negozi di giocattoli, supermercati, grandi magazzini. L'integrazione verticale della Commodore le permise di fare una guerra dei prezzi: i suoi margini erano molto più alti rispetto a quelli di Texas Instruments, Coleco e Atari, visto che era proprietaria della MOS Technology, Inc. che costruiva chip come il 6502, utilizzati nei computer dell'Atari.

### Il sovraccarico del mercato
Il mercato dei videogiochi vide come protagoniste molte imprese, come la Activision, cofondata da quattro progettisti di videogiochi della Atari che avevano lasciato l'azienda nel 1979. La scissione trovava le sue ragioni intrinseche nel fatto che, all'epoca, la Atari era di proprietà della Warner Communications, e gli sviluppatori ritenevano di dover ricevere lo stesso riconoscimento riservato a musicisti, registi e attori dalle altre divisioni della Warner. La Atari fece rapidamente causa per bloccare le vendite dei prodotti Activision, ma non ottenne mai un ordine restrittivo e infine, nel 1982, perse la causa. La decisione autorizzò lo sviluppo da parte di terze parti, e aziende impreparate come la Quaker Oats si affrettarono ad aprire divisioni per la produzione di videogiochi, nella speranza di impressionare Wall Street e i consumatori. Le aziende facevano a gara per strapparsi i programmatori o ricorrevano al reverse engineering per imparare come fabbricare giochi, partendo da sistemi e codici di altrui proprietà intellettuale. La Atari impiegò diversi programmatori della Intellivision, spingendo la Mattel a fare causa con accuse che comprendevano quella di spionaggio industriale.
La Mattel, che continuava a non inserire nei crediti i nomi dei programmatori dei propri prodotti - come nel caso dei Blue Sky Rangers - nel 1981 richiese a TV Guide, in occasione di un'intervista rivolta ad alcuni di questi, che i loro nomi fossero cambiati al fine di proteggerne l'identità. Questo fatto, tra gli addetti ai lavori, fu percepito come un ulteriore incoraggiamento a mettersi in proprio.
I produttori hardware persero così l'esclusiva del controllo dei giochi della propria piattaforma. Activision, Atari e Mattel avevano programmatori esperti, ma molte delle nuove aziende non avevano abbastanza talento per creare giochi. Titoli come Chase the Chuck Wagon, Skeet Shoot, e Lost Luggage furono tentativi malriusciti di cavalcare l'onda del boom dei videogiochi: erano pubblicizzati selvaggiamente, ma presentavano una qualità così scarsa da non riscuotere alcun successo.

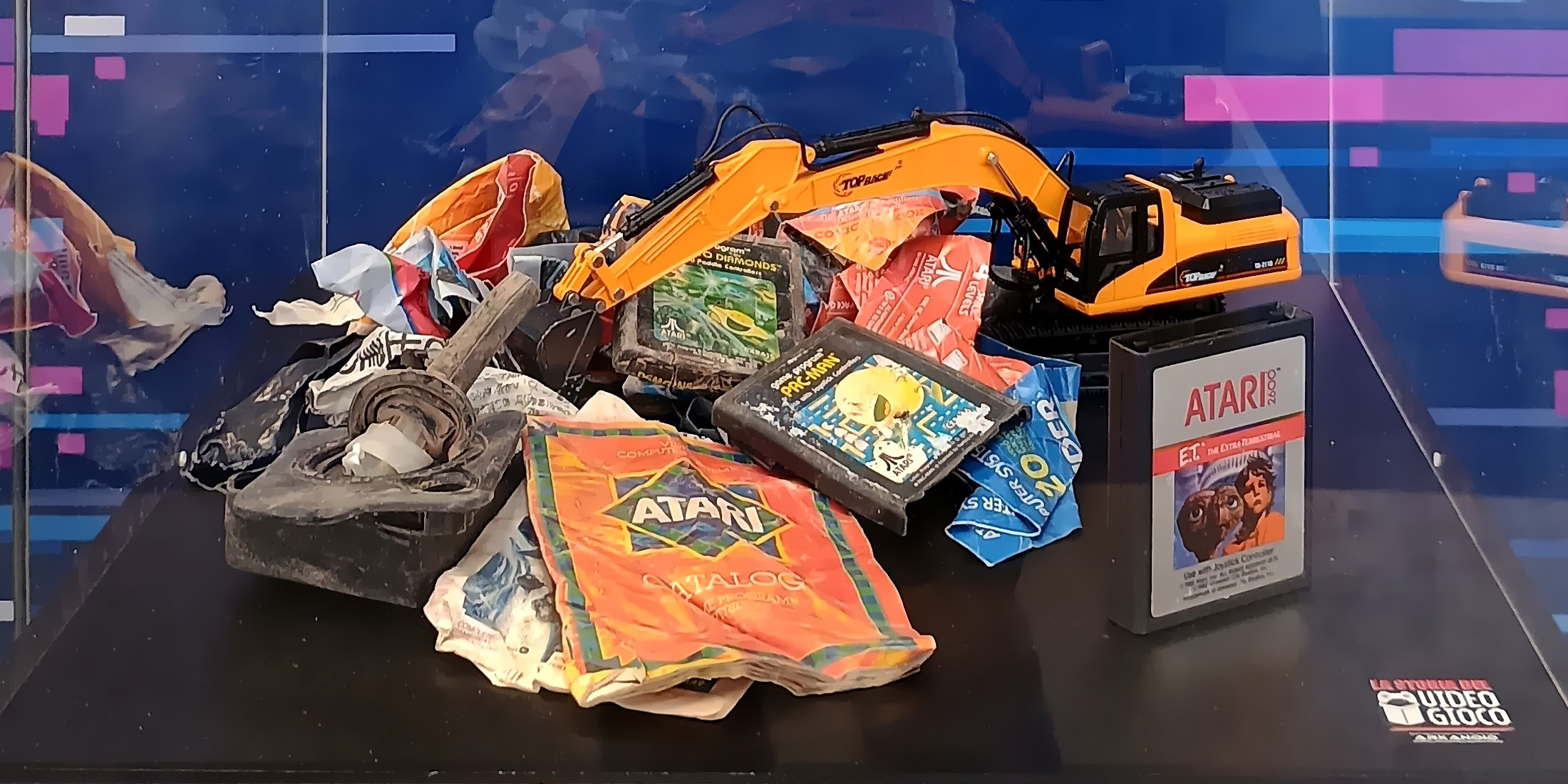
Reperti della sepoltura dei videogiochi Atari

Non per questo le grandi aziende, pur essendo affermate, evitarono di giocare la loro parte nel fallimento globale: per fare un esempio, quando Atari lanciò per l'Atari 2600 il suo pubblicizzatissimo E.T., aveva già preparato 5 milioni di cartucce, prevedendo che il gioco sarebbe andato a ruba. Tuttavia la fretta messa ai programmatori (6 settimane di tempo concesso), ebbe ripercussioni sui contenuti: le vendite furono ben inferiori alle attese per la bassa qualità del gioco, perciò quasi tutte le cartucce rimasero invendute e furono restituite ad Atari; l'azienda fu costretta a smaltirle, insieme a molte altre cartucce per Atari 2600 in esubero, con la famosa sepoltura dei videogiochi Atari.

### La guerra di prezzi e la crisi
Mentre il mercato delle console viveva la grande crisi, venne dichiarata una guerra di prezzi da parte dei produttori di computer, che si rivelò devastante per la concorrenza. Secondo David Ahl:
Oltre a Texas Instruments, finirono male anche il Coleco Adam, la linea di prodotti Timex Sinclair e un numero di produttori minori. La Atari rischiò la bancarotta e nel 1984 fu liquidata dalla Warner Communications, per essere acquistata successivamente dallo stesso Jack Tramiel. Il consiglio di amministrazione della Commodore, ritrovatasi su una direzione molto diversa dall'home computing, lo aveva infatti estromesso dalla società.

## Le cause
La crisi del 1983 ebbe portata mondiale, e fu causata da un insieme di fattori, tra i quali:
- negli anni del boom dei primi personal computer (1980-1985) esisteva, soprattutto in Europa, un marketing estremamente aggressivo per promuovere l'acquisto di computer poco costosi, come il Commodore 64, al posto delle console per i videogiochi. Un esempio su tutti, il tag-line della pubblicità per il C64 recitava: «Perché comprare una console a tuo figlio distraendolo dalla scuola, quando potresti comprare un computer che lo preparerà al college?»;
- nel Nordamerica esisteva un simile battage pubblicitario, ma l'aumento delle vendite dei computer è stato visto come una conseguenza della crisi delle console, e non il contrario;
- il 1983 fu l'anno in cui in assoluto furono introdotte più console sul mercato, dando ai consumatori troppa scelta. Quando la crisi arrivò negli Stati Uniti, nei negozi erano disponibili dodici prodotti (Atari 2600, Atari 5200, Bally Astrocade, Colecovision, Coleco Gemini, Emerson Arcadia 2001, Fairchild Channel F System II, Magnavox Odyssey2, Mattel Intellivision, Tandyvision, Vectrex), due stavano per essere lanciate nel 1984 (Magnavox Odyssey3, Atari 7800), e per ognuna di esse esisteva un'intera libreria di giochi non compatibili tra loro, quando non una serie di giochi di produzione interamente indipendente dalla casa madre;
- i giochi con cui una console veniva lanciata sul mercato erano generalmente di scarsissima qualità, quasi sempre basati sulla tecnologia già sviluppata per Pac-Man e E.T., titoli dell'Atari 2600.

## Le conseguenze sull'industria dei videogiochi
Nel 1982 il mercato era saturo di prodotti ritenuti complessivamente scadenti dalla critica, e un manager della Mattel diede una spiegazione al fenomeno: "Due anni di produzione sono stati lanciati sul mercato in un anno, e non c'è modo di bilanciare il sistema". Quando i negozi restituivano la merce invenduta agli editori, questi dovevano avere nuovi prodotti o rimborsare i negozianti – il che portò alla chiusura di molti produttori senza esperienza, tra cui la fallimentare Us Games della Quaker Oats.
Nel dicembre 1982 i venditori scontarono selvaggiamente i videogiochi: difficilmente si trovavano giochi a meno di 34,95 dollari (65€ nel 2005), ma per il Natale di quell'anno gli stessi prodotti vennero spesso trovati a 4,95 dollari. Così, nel giugno 1983 il mercato dei giochi a prezzo pieno era già morto, visto che i consumatori affluivano solamente nel mercato degli sconti e dei giochi a basso e bassissimo budget. La clientela, che in poco tempo si stancò della scarsa qualità dei giochi di basso profilo, preferì in seguito abbandonare interamente il mondo dei videogiochi, piuttosto che rivolgersi al mercato dei giochi di alta qualità.
Questo provocò una vera e propria purga delle aziende del settore: produttori di console come Mattel, Magnavox e Coleco abbandonarono il mercato. Imagic sospese l'IPO il giorno prima della sua vendita al pubblico e fallì non molto tempo dopo. La più grande produttrice di cartucce, Activision sopravvisse per molti anni nel mercato dei computer, grazie a una serie di massicci rimborsi fiscali e aggredendo il mercato dei giochi basati sui personal computer.
La crisi, al contrario, permise l'esplosione dei giochi da bar e delle sale giochi, che trassero profitto dallo smantellamento, ancorché temporaneo, dell'iniziativa commerciale per i prodotti home-based. Alcuni considerarono il 1983 come il picco della storia dei giochi arcade, con l'uscita di Dragon's Lair, il primo videogioco laserdisc, la cui sensazionalità includeva un massiccio uso di scene animate disegnate a mano come un vero cartone animato.
Il crac produsse due effetti. Il dominio del mercato delle console si spostò dagli Stati Uniti al Giappone. Quando il mercato dei videogiochi rifiorì nel 1987, il dominio era del NES, che aveva come concorrente il Master System della SEGA. Atari non riuscì mai a dominare il mercato, e terminò di produrre console nel 1996, dopo il fallimento dell'Atari Jaguar. Soltanto negli anni 2000 gli Stati Uniti, cinque anni dopo grazie a Microsoft con la sua Xbox, sono tornati a competere sul mercato delle console.
Un secondo effetto fu l'istituzione di misure di controllo dello sviluppo di giochi di terze parti. Nintendo limitò il mercato dei giochi per il NES di terze parti a soli 5 giochi all'anno, imponendo che le cartucce fossero costruite dalla Nintendo stessa, nonché di essere pagata in anticipo. Le cartucce non potevano essere restituite alla Nintendo, quindi i produttori di videogiochi si assumevano tutti i rischi di vendita. Nintendo affermava che ciò serviva ad evitare giochi di scarsa qualità.

## Documentari
Il fallimento sul mercato dei videogiochi Pac-Man e E.T. per l'Atari 2600 e il loro seppellimento nella discarica di Alamogordo sono stati lo spunto principale per la creazione del documentario Atari: Game Over, in Italia disponibile su Netflix.